# ヨーゼフ・ディートリヒ
ヨーゼフ・ディートリヒ（Josef Dietrich 、1892年5月28日 - 1966年4月22日）は、ドイツの陸軍軍人、武装親衛隊員。最終階級は親衛隊上級大将及び武装親衛隊上級大将。柏葉・剣・ダイヤモンド付騎士鉄十字章受章者。愛称はゼップ（Sepp）。

## 生涯

### 少年・青年期
1892年5月28日、ドイツ帝国領邦バイエルン王国シュヴァーベン地方ハヴァンゲン(de)に出生。父は荷造り人夫頭ペラギウス・ディートリヒ（Pelagius Dietrich）。母はその妻クレスツェンチア（Kreszentia）。6人兄弟であり、自身は長男だった。弟二人は第一次世界大戦で戦死した。
ハヴァンゲンに近いメミンゲンの小学校 (Volksschule) に通っていたが、1900年に一家はケンプテンに移住、自身も同地の小学校へ転校した。1906年に小学校を卒業するとトラクター運転手として働くようになったが、まもなくワンダーフォーゲルの活動で近隣諸国を旅しながらそれらの国々のホテルで働くようになった。スイス・チューリッヒではホテルマンの資格を取得している。
その後、バイエルンに帰国し、首都ミュンヘンの肉屋で見習いとして働くようになるが、1911年10月18日にバイエルン陸軍 (de) 第4野戦砲兵連隊「国王」 (Bayerisches Feldartillerie-Regiment "König" Nr. 4) に志願して入営した。しかし落馬で負傷したため同年11月27日には早くも除隊。その後は第一次世界大戦の開戦までケンプテンのパン屋に使い走りとして奉公した。

### 第一次世界大戦
1914年7月末に第一次世界大戦が開戦、8月6日にバイエルン第7野戦砲兵連隊「プリンツリージェント・ルイトポルト」 (de) に入隊した。10月にはバイエルン第6野戦砲兵連隊「カラブリア公爵フェルディナント・フォン・ブルボン王子」に転属となり、西部戦線のベルギー・フランドルやイーペルで戦ったが、11月には砲弾の破片を受けて右足を負傷した。
1915年1月中にゾントホーフェン(de)の砲兵学校において下士官の訓練を受ける。2月に第7野戦砲兵連隊に復帰して再び西部戦線に出たが、春にソンムにおいて破片を頭部に受けるという激しい負傷をした。戦傷から回復すると突撃大隊（第3軍第2突撃大隊）に配属された。この部隊は塹壕戦の膠着状態の打開を狙って創設された部隊であり、特に優秀な兵士が選抜され、階級に関係なく全員が寝食を共にして士気を高めていた。この部隊での経験はのちの自身のライプシュタンダルテの運営に影響を与えたという。1917年には二級鉄十字章を受章した。
1918年2月19日に英軍から鹵獲した戦車11両から成るバイエルン突撃戦車分遣隊 (Bayerische Sturmpanzerkampfwagen-Abteilung) に配属された。マーク IV 戦車 「モーリッツ」号に機銃手として搭乗。3月21日にサン＝カンタンで戦車戦初陣をかざった。5月31日にはフランス軍に鹵獲されるのを避けるため「モーリッツ」号を爆破せざるを得なくなったが、この脱出の際に蒸留酒を持ち帰り、隊員たちから称賛されたという。6月に一級鉄十字章を受章。7月18日にはヴィレ＝コトレ (fr) 近くではじめて英国戦車を破壊することに成功した。11月1日のヴァランシエンヌでの戦闘が一次大戦における最後の戦闘となった。
ドイツ革命の最中の1918年11月9日には第13突撃戦車分遣隊のレーテ議長に就任。11月20日にはバイエルン第7野戦砲兵連隊に復帰したが、翌1919年3月26日には退役した。軍での最終階級は副曹長 (Vizewachtmeister) であった。

### 一次大戦後
1919年4月にバイエルンのミュンヘンに戻り、10月1日にバイエルン地方警察(Bayerische Landespolizei)に入隊した。
1920年には在郷右翼義勇軍のオーバーラント義勇軍 (de) にも入隊。警察を欠勤して義勇軍活動に励んだ。1921年5月から10月にかけてはポーランド軍の上シュレージエン侵攻に抗する戦いに参加した。その後警察の仕事に戻り、1924年に警察大尉 (Hauptmann) に昇進したが、1927年には警察を退官。その後はナチ党に入党するまでたばこ会社やガソリンスタンドなどで働いた。

### ナチ党親衛隊
1923年11月のミュンヘン一揆にはオーバーラント義勇軍のメンバーとして参加しているが、ナチ党への入党は1928年5月1日であった（党員番号89,015）。
入党から四日後の5月5日に親衛隊（SS）に入隊（隊員番号1,177）。1928年当時の親衛隊はまだハインリヒ・ヒムラーが親衛隊全国指導者になっておらず、隊員数は280人ほどしかいなかった。党幹部の護衛や党集会の警備などが当時の親衛隊の主要任務であり、警察官の経歴を持っていたことで入隊とともに急速に昇進する。
ミュンヘンに本拠を置く親衛隊第1中隊 (SS-Sturm I) に配属され、入隊から一カ月足らずで同中隊の指導者 (Führer) に任じられた。ついで1928年8月にはその上部部隊である第1親衛隊連隊「ミュンヘン」 (SS-Standarte I "München") が編成され、その指導者となる。さらに1929年9月には第1親衛隊連隊の上部部隊にあたる親衛隊旅団「バイエルン」 (SS-Brigade "Bayern") が編成され、その指導者に昇格。1930年7月には後に第1親衛隊地区 (SS-Abschnitt I) に改組される親衛隊上級指導者地区「南方」 (SS-Oberführer Abschnitt "Süd") の上級指導者 (SS-Oberführer "Süd") に就任。この肩書を得た最初の人物となった。しかし当時のナチ党は活動資金に枯渇していたため、1929年から1930年にかけて生活のためにマックス・アマンの運営する出版社で働いて収入を得なければならなかった。
1930年10月12日にはバイエルン州選出のナチ党の国会議員となる。1931年7月中にはブラウンシュヴァイクに本部を置く第4親衛隊地区が創設され、短期間ながらその初代指導者に就任した。さらに1932年7月にはミュンヘンを中心にバイエルン州、ヴュルテンベルク州 (de)、バーデン州などドイツ南部の親衛隊を管轄する親衛隊集団「南方」 (SS-Gruppe "Süd") が編成され、その指導者に昇格する。
1932年2月にはアドルフ・ヒトラーの護衛部隊である親衛隊護衛コマンド「総統（デア・フューラー）」 (SS-Begleit-Kommando "Der Führer") の指導者に就任した。

1932年10月から1933年4月にかけてはハンブルクを本拠にドイツ北部の親衛隊を管轄する親衛隊集団「北方」 (SS-Gruppe "Nord") の指導者に転じ、さらに1933年4月から首都ベルリンを中心にドイツ東部の親衛隊を監督する親衛隊集団「東方」 (SS-Gruppe "Ost") 指導者を務める。親衛隊集団「東方」は1933年11月に親衛隊上級地区「東方」 (SS-Oberabschnitt "Ost") に改組され、さらに1939年には親衛隊上級地区「シュプレー」 (SS-Oberabschnitt "Spree") に改組されるが、ディートリヒはその指導者を1945年5月まで務め続けた。

### ライプシュタンダルテ創設

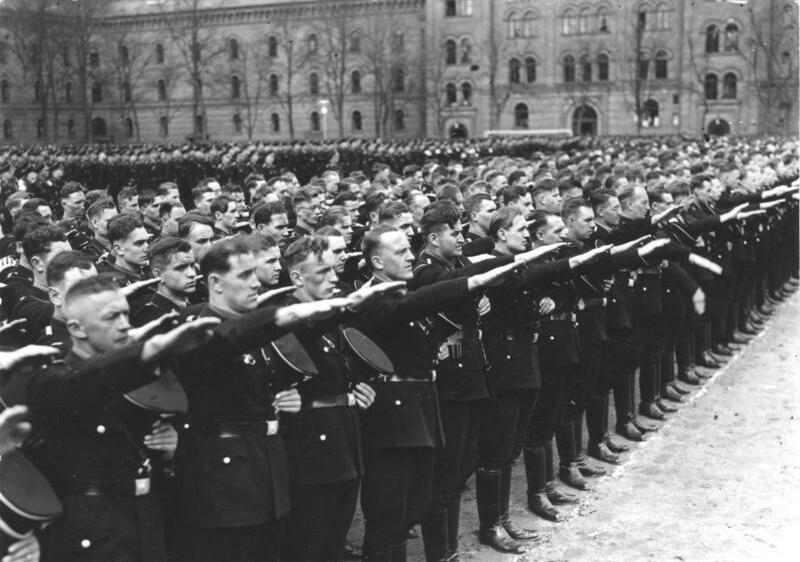
1933年、ベルリン・リヒターフェルデ兵営。整列したライプシュタンダルテ。

ナチ党の政権掌握後の1933年3月17日にヒトラーはディートリヒに120名の選抜された親衛隊員から成る護衛部隊、親衛隊司令部衛兵隊「ベルリン」 (SS-Stabswache "Berlin")」の創設を命じた。同部隊はディートリヒが指揮する親衛隊護衛コマンド「総統（デア・フューラー）」を改組して創設された。
同部隊は二個中隊に増員されるとリヒターフェルデ(de)にあった旧士官学校を兵営として定められ、ここで三個親衛隊中隊が加えられて大隊編成となり、ポツダムの国防軍から訓練を受けた。給料や待遇も軍と同等とされた。
さらにツォッセンやユッターボクの親衛隊大隊と合流して連隊編成となり、9月3日のニュルンベルク党大会において「アドルフ・ヒトラー親衛隊連隊」 (Adolf Hitler-Standarte) の名前を与えられた。
ついで1934年4月13日には「ライプシュタンダルテ（身辺護衛連隊）・SS・アドルフ・ヒトラー」(Leibstandarte SS Adolf Hitler, 略称LAH)の名称を与えられた。
初期のライプシュタンダルテには身長180センチ以上などの厳しい入隊条件があった。またヒンデンブルクの死後、国防軍がヒトラーに対して行う忠誠宣誓より厳格な宣誓が起草された。そのためライプシュタンダルテには一貫してエリート部隊という印象があった。

ライプシュタンダルテは実質的に親衛隊全国指導者のハインリヒ・ヒムラーから独立した存在であり、ヒトラーに対してのみ責任を負う個人的な護衛部隊であった。そのため発足時から部隊の指揮権をめぐってディートリヒとヒムラーとの間に争いがあった。

### 長いナイフの夜

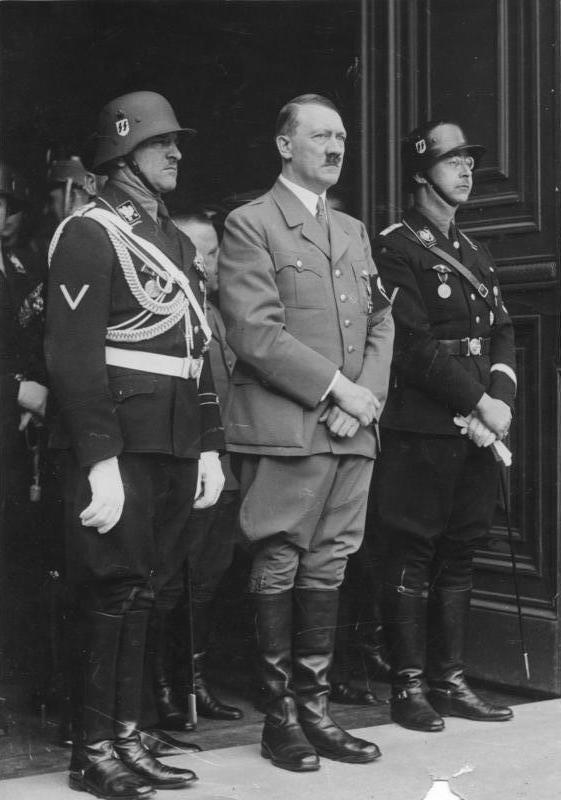
1937年、ベルリン。左からディートリヒ、ヒトラー、ヒムラー。

長いナイフの夜事件においてライプシュタンダルテは突撃隊幹部粛清の実行部隊になることが予定され、国防軍から事前に武器の供給を受けて武装強化が進められていた。
粛清開始前日の1934年6月29日にディートリヒはヒトラーの命令でミュンヘンへ急行し、ヒトラーの命令を待ってカウフェリングでライプシュタンダルテの二個中隊と合流してエルンスト・レーム以下突撃隊幹部が集められていたバート・ヴィースゼー (de) に向かったが、道中のぬかるみで部隊の軍用トラックが動かなくなり、バート・ヴィースゼーへ向かうのに遅刻することになる。
6月30日午前6時半頃、結局ヒトラーはディートリヒ達の到着を待たずに手勢の親衛隊員のみでバート・ヴィースゼーの突撃隊幹部の宿所に突入し、レーム達を逮捕した。ディートリヒは昼過ぎになってようやくミュンヘンのナチ党本部にいたヒトラーの前に姿を見せ、ヒトラーは到着の遅れを叱責しつつ、逮捕した突撃隊幹部のうち6人の銃殺をディートリヒに任せた。ディートリヒは午後6時に突撃隊幹部が収容されていたミュンヘンのシュターデルハイム刑務所(de) に到着し、6人の処刑を開始した。この時に処刑された突撃隊幹部の一人アウグスト・シュナイトフーバーは「ゼップ！どうしたというのだ！我々は無実だ！」と叫んだが、ディートリヒは「貴官らは総統により死刑を宣告された。ハイル・ヒトラー！」とだけ答えたという。ディートリヒは銃殺を最後まで見ることなく途中で退席した。後に彼はこの時のことについて「シュナイトフーバーの順番が回ってくる前に私は退散した。もうたくさんだった」と述懐している。

一方ベルリンに留まっていたライプシュタンダルテの隊員たちは、プロイセン州内相ヘルマン・ゲーリング、親衛隊全国指導者ハインリヒ・ヒムラー、親衛隊情報部（SD）司令官ラインハルト・ハイドリヒらが選定した粛清対象者をリヒターフェルデ士官学校において銃殺した。7月1日にはディートリヒがベルリンへ戻り、ベルリンでの銃殺隊の組織にあたり、1934年7月1日にディートリヒは粛清の恩賞で親衛隊大将に昇進した。

### 特務部隊ライプシュタンダルテ連隊長

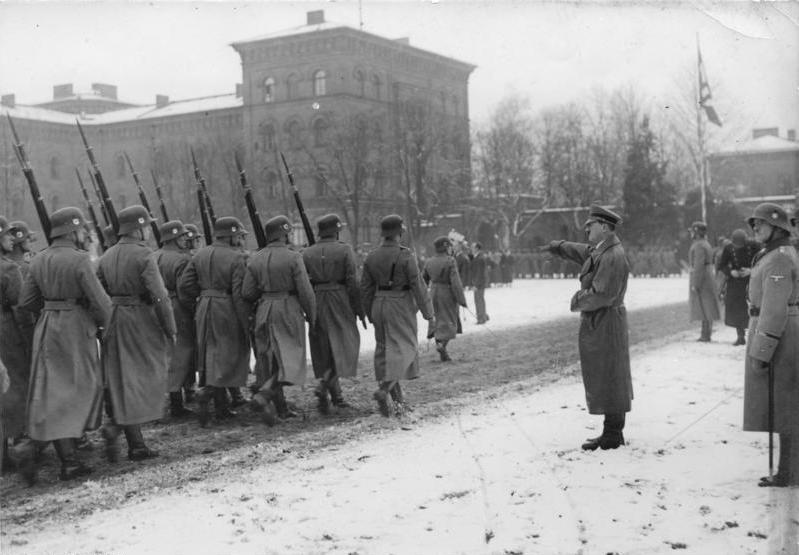
1935年12月、ベルリン・リヒターフェルデ兵営。ライプシュタンダルテ隊員を閲兵するヒトラーとディートリヒ。

1934年12月14日、ライプシュタンダルテと親衛隊政治予備隊 (SS-Politische Bereitschaft) からなる親衛隊特務部隊（SS-Verfügungstruppe、略称SS-VT）が編成された。ディートリヒは形式的には特務部隊のライプシュタンダルテ連隊の連隊長という立場にあった。
1936年3月のラインラント進駐に際してはライプシュタンダルテが親衛隊として唯一従軍し、ライプシュタンダルテは真っ先にザールブリュッケンに進出した部隊であった。
1936年10月1日には元国防軍中将パウル・ハウサーが特務部隊総監に就任したが、ディートリヒはハウサーより階級が上だったこともあり、引き続きヒトラーだけに責任を負う独立的な部隊として維持しようと図り、なかなかハウサーの指揮権に服そうとしなかった。ヒムラーが特務部隊総監府の指揮に服するようディートリヒに手紙を出して諌めたこともあったほどである。とはいえ他の特務部隊とライプシュタンダルテの練度の差が明らかになるとディートリヒもライプシュタンダルテが未熟であることを認めざるを得なくなり、ハウサーにライプシュタンダルテ隊員の訓練を認めることになる。
1938年3月11日のオーストリア併合（アンシュルス）の際の進駐にもライプシュタンダルテが親衛隊として唯一従軍した。ディートリヒ率いる1個自動車大隊がオーストリア進駐に活躍した。1938年10月のズデーテンラント併合の進駐にも参加。この進駐にはライプシュタンダルテ以外の特務部隊の連隊、「ゲルマニア」連隊や「ドイッチュラント」連隊も参加している。

ライプシュタンダルテは優先的に機械化（自動車化）を受け、1939年9月のポーランド侵攻の際には親衛隊特務部隊の中で唯一自動車化された部隊になっていた。

### 第二次世界大戦

#### ポーランド戦
1939年9月1日から始まるポーランド侵攻においてはライプシュタンダルテは南方軍集団（ゲルト・フォン・ルントシュテット上級大将）隷下の第10軍（司令官ヴァルター・フォン・ライヒェナウ大将）に属して参戦した。
ライプシュタンダルテは国防軍に過酷な任務を押し付けられながらも勇戦した。特にブズラの戦い (de) ではポーランド回廊から南下してくるポーランド軍を身体を張って阻止し、大きな損害を出しながらも首都ワルシャワへの突破を許さなかった。ディートリヒはポーランド戦において前大戦でも鉄十字章を授与した者に併用される1939年版二級、一級鉄十字章略章を授与した。
しかし国防軍からの評価は低くヨハネス・ブラスコヴィッツ大将からは「ライプシュタンダルテは月並みな部隊である。まだ経験不足であり秀でたところは無い」と評された。またポーランド戦で南方軍集団参謀長を務めていたエーリッヒ・フォン・マンシュタインはディートリヒと初めて面会した折、彼の軍事的教養の無さに呆れたとされる。また別の陸軍将官からは「ディートリヒの部隊は進軍中にむやみやたらに銃を撃ち、決まり事のようにポーランドの村々を焼き討ちにする」と苦言を呈されている。

#### 西方電撃戦

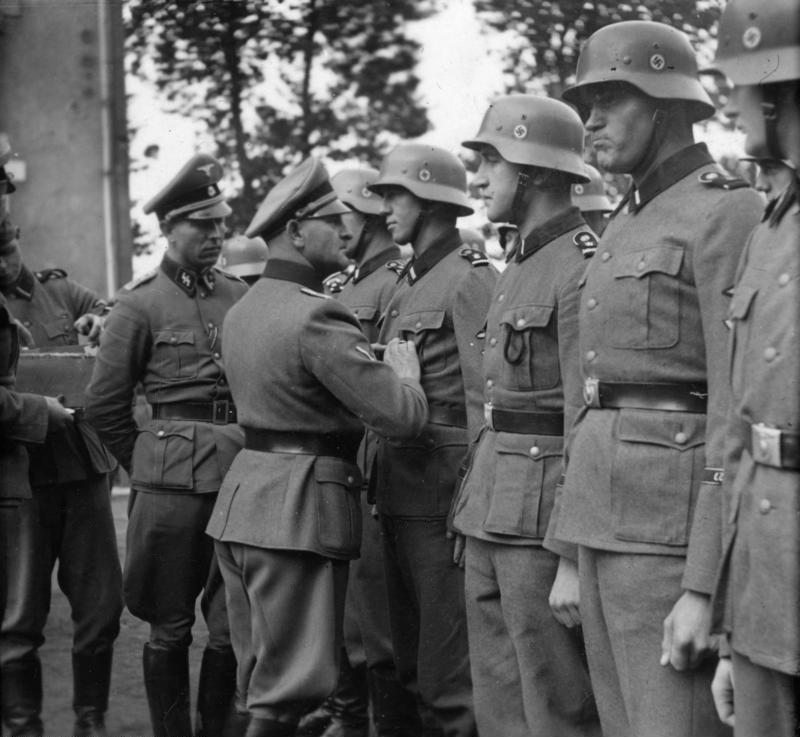
1940年6月21日、フランス・メス。兵に勲章を授与するディートリヒ。

1940年5月から開始されたナチス・ドイツのフランス侵攻（西方電撃戦）ではB軍集団（フェードア・フォン・ボック上級大将）第18軍（ゲオルク・フォン・キュヒラー大将）隷下に配属され、オランダ侵攻部隊に加わったが、再び国防軍の露払い部隊にされた。
5月10日の開戦とともにライプシュタンダルテはオランダ領を急ピッチで進軍し、アイセル川を渡河して、ホーエンを占領。ついでデン・ハーグへ進軍した。ロッテルダムでオランダ軍に包囲されていた空挺部隊と合流した。
オランダ降伏後には第19装甲軍団（ハインツ・グデーリアン大将）に所属して北フランスのダンケルクの戦いに転戦した。このときドイツ軍はヒトラーによってダンケルク進軍停止を命じられたが、ディートリヒは総統命令を無視して前進しアー運河を渡河してワッテン高地を占領した（グデーリアンも進軍停止命令を不適当と考えていたのでディートリヒの独断行動を黙認した）。
その後の南フランスへの進撃ではライプシュタンダルテはエヴァルト・フォン・クライスト大将の装甲集団の前衛部隊として国防軍部隊を遠く後方に残したままサン＝テティエンヌまで急進軍した。ライプシュタンダルテが最も内陸部まで進攻した部隊となった。

西方作戦での功績によりディートリヒは1940年7月5日に騎士鉄十字章を授与された。また同年8月にはライプシュタンダルテはヒトラーから「私の名を冠した君たちの部隊が全ドイツ軍の先陣を切った」と称えられ、旅団編成を認められた。「ドイッチュラント」連隊などから兵員の増強を受けて旅団を編成した。

#### バルカン半島戦

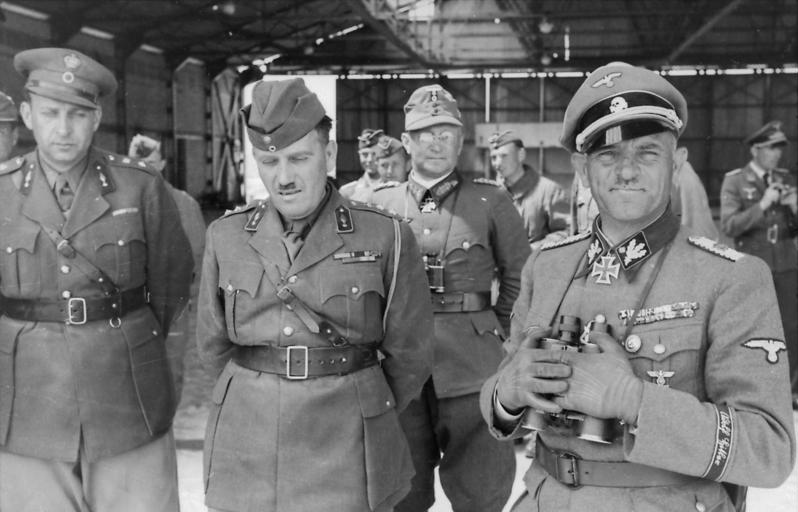
1941年4月、ギリシャ軍(左二名)と降伏交渉を行うディートリヒ(右)。彼等の後ろには山岳兵軍帽姿のフランツ・ベーメも写っている。

1941年4月のバルカン戦線 (第二次世界大戦)にライプシュタンダルテは第12軍（ヴィルヘルム・リスト元帥）隷下で参加。
フランス・メスからブルガリアのソフィアに移された後、1941年4月6日にユーゴスラヴィア南部へ侵攻を開始し、スコピエやビトラといった要衝を陥落させて4月10日にはギリシャへと進攻した。
クリディ峠でオーストラリア国防軍やニュージーランド軍、クリスラ峠でギリシャ軍から激しい反攻を受けたが、クルト・マイヤーなどの優秀な部下たちの活躍もあってライプシュタンダルテは凄まじいスピードでギリシャを席巻した。4月23日にはギリシャが降伏文書に署名し、英軍はクレタ島へ逃れた。
ギリシャ全軍の降伏の3日前の4月20日にディートリヒは16個師団から成るギリシャ・エピルス軍（ディートリヒの部隊によって退路を断たれていた）の降伏の申し出を独断で受理している。その際にギリシャ軍兵士たちを捕虜とはせずに直ちに復員させている。こうしたこともあってギリシャ戦ではライプシュタンダルテは「勇猛だがフェアな部隊」という高評価を得た。

ライプシュタンダルテはアテネで戦勝パレードを行った後、プラハに戻され、そこで師団編成を受けた。

#### 独ソ戦

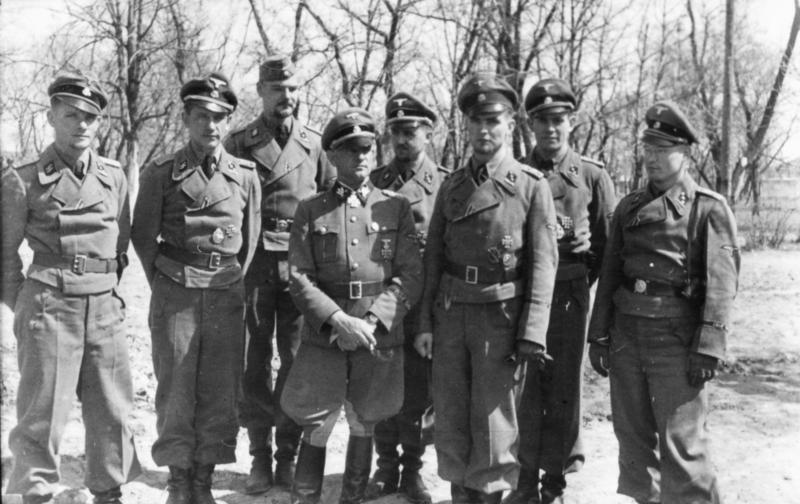
1942年3月、ロシア。勲章を授与されたライプシュタンダルテ機甲部隊将校たちと記念写真に納まるディートリヒ(中央)。

1941年6月末に発動されたバルバロッサ作戦では南方軍集団（ゲルト・フォン・ルントシュテット元帥）に所属して転戦。スターリン・ラインを突破してキエフ方面へ進軍し、ウマンでの包囲戦で10万のソ連兵を捕虜にする事に貢献した。8月には港町ムィコラーイウを占領し、9月には短期間ながらマンシュタインの第11軍の隷下でクリミア半島戦に参加した。10月には港町ロストフへの攻撃を開始し、11月には一時的に同市を占領したが、まもなく赤軍の反撃で取り戻され、ライプシュタンダルテは大きな打撃を受けた。1941年12月31日に柏葉付騎士鉄十字章を受章した。その後ライプシュタンダルテはドニェツ地方で防衛線を維持し続けたが、消耗が激しくなり、1942年春になるとスタリーノ地区に移され、さらに同年6月には占領地フランスに戻されて兵員休養と補充を受けた。
東部戦線でのライプシュタンダルテの戦いぶりは陸軍からも高く評価されたが、反面、東部戦線では彼らの残虐性が目立つようになった。1942年4月には6人の仲間を殺されたことへの報復で4,000人のソ連兵捕虜を虐殺する事件を起こした。
1943年1月にライプシュタンダルテが東部戦線に復帰したが、スターリングラード攻防戦でのドイツ第6軍の敗北によりソ連軍が大反撃に打って出てくると予想されたので、これに対抗するため親衛隊装甲軍団（パウル・ハウサー親衛隊大将）が編成され、ライプシュタンダルテもその隷下となった。親衛隊装甲軍団は1943年2月のハリコフ攻防戦に投入された。ハウサーの名指揮、クルト・マイヤーやテオドール・ヴィッシュなどの優秀な部下たちの勇戦にも支えられてソ連軍52個師団を壊滅させることに成功し、ハリコフを奪還した。ヒトラーはハウサーとディートリヒを称賛し、ディートリヒについて「この男はヒロイズムの真の偉業を成し遂げた」と評したという。この戦功によりディートリヒは1943年3月14日に柏葉・剣付騎士鉄十字章を授与される。

1943年7月からクルスクの戦いに参加したが、ソ連軍の激しい抵抗により阻まれた。直後にライプシュタンダルテ師団長職を離職し、二つ目のSS装甲軍団として編成された第1SS装甲軍団の軍団長に任じられた。8月から9月にかけてはドイツ軍が占領した北イタリアに派遣され、イタリア軍の武装解除の監督にあたった。

#### 西部戦線

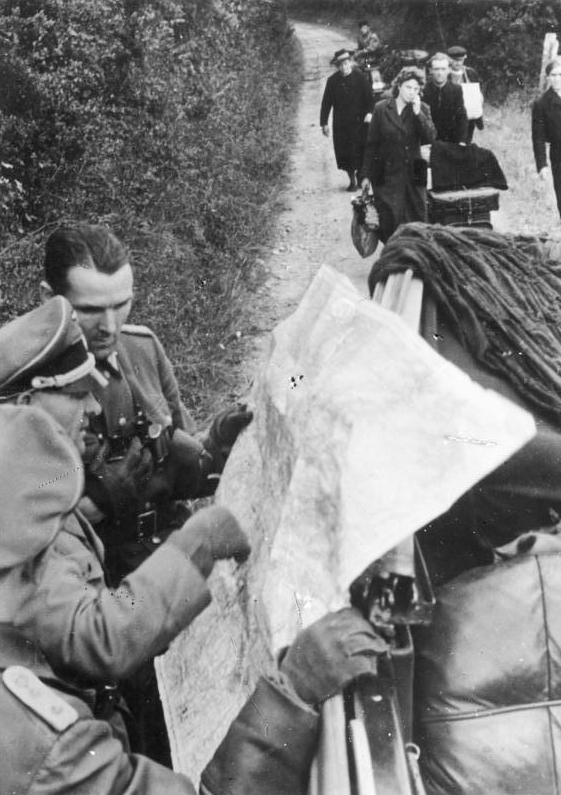
1944年、フランスで。

1943年10月からディートリヒの第1SS装甲軍団は西欧に移され、連合国の上陸に備えた。1944年6月に連合軍の大陸反攻作戦（いわゆるノルマンディー上陸作戦）が開始されるが、上陸阻止に失敗した。ついでカーン周辺で英軍と激戦し、8月まで英軍の進撃を食い止めた。この功績で8月1日に親衛隊上級大将に昇進し、また8月6日には柏葉・剣・ダイヤモンド付騎士鉄十字章を受章した。
さらに1944年9月には、新たに編成された第6SS装甲軍の指揮官に任命され、年末に開始されたラインの守り作戦（アルデンヌ攻勢）に参加する。のちにバルジの戦いと呼ばれるこの戦闘でディートリヒの第6SS装甲軍は第5装甲軍や第7軍とともに攻勢主力を担った。ヨアヒム・パイパー親衛隊中佐率いるパイパー戦闘団を先頭に激戦を展開したが、燃料不足や兵力配置の不備などが原因で作戦は失敗した。

なおこの作戦の過程で第6SS装甲軍隷下のライプシュタンダルテ師団がマルメディにおいて米兵捕虜射殺事件を起こした（マルメディ虐殺事件）。これは戦後アメリカによって追及されることとなり、ディートリヒの戦後の運命にも影響することとなる。

#### ハンガリーでの戦い
西部戦線でのドイツ軍の劣勢が動かしがたくなると、ヒトラーはディートリヒと第6SS装甲軍をハンガリーに転出させ、迫り来るソ連軍を相手に大規模攻勢を指示する。いわゆる春の目覚め作戦である。第6SS装甲軍が主力であったが、すでに戦力はすっかり消耗しており、20キロ進軍しただけでソ連軍の反撃にあい、作戦はとん挫した。ソ連軍にブダペストを占領され、ソ連軍はドイツ領ウィーンへの侵攻を窺うようになった。
ヒトラーはディートリヒと第6SS装甲軍の不忠に激怒し、1945年3月27日に自身の名の入った袖章の剥奪を命じた。ディートリヒはこれに激怒し、側近の将校たちに「皆、勲章を小便壺に放り込んで17師団の袖章にすげ替えろ」と悪態を付いたという。総統命令を無視して第6SS装甲軍をオーストリア方面へと転進させる。第6SS装甲軍は追撃してくるソ連軍を振切ってアメリカ軍の前線に到達、1945年5月9日ディートリヒは米軍第36歩兵師団に対し降伏を申し入れ、最後まで総統命令に反抗しながらも結果として多くの部下を救った。このことは戦後も非常に高い評価を受けている。

### 戦後

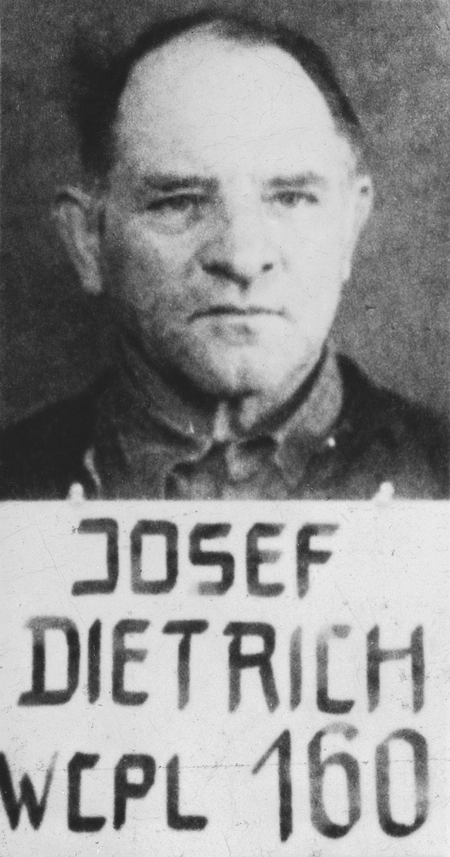
連合軍に逮捕されたディートリヒ

戦後、ソ連からは欠席裁判で死刑を宣告されたディートリヒだったが、アメリカがソ連に彼の身柄を引き渡すことはなかった。
1946年初頭、ディートリヒはヨアヒム・パイパーなど72名の武装親衛隊員と共にマルメディで米兵捕虜を虐殺した廉でダッハウのアメリカ軍軍事法廷に起訴された。ルントシュテットやグデーリアンなどがディートリヒの弁護のために証言台に立った結果、ディートリヒは死刑判決を免れて終身刑判決を受けた。さらに1951年には25年に減刑された。さらに1955年10月22日には執行猶予つきでランツベルク刑務所から釈放された。
しかし1956年8月に長いナイフの夜の際の突撃隊幹部6名の粛清が殺人幇助（正犯はヒトラー）にあたるとして西ドイツのミュンヘンの裁判所に起訴された。18か月の懲役刑を受けたが、1959年2月には健康状態を理由として釈放される。
その後はルートヴィヒスブルクで余生を送った。パウル・ハウサー元親衛隊上級大将と共に旧武装親衛隊員相互扶助協会の活動に従事。1966年4月にルートヴィヒスブルクにて死去。74歳であった

彼の葬儀についてルートヴィヒスブルク市は公共施設を貸すことを拒否したが、7,000人もの人々が参列した盛大な葬儀となった。その中にはドイツ、オーストリア、オランダ、フィンランドなどから駆け付けてきた元武装親衛隊員たち4,000人も含まれていた。

## 人物・評価
- ディートリヒの身長は158センチしかない一方、護衛すべき人物であるヒトラーは173センチであり、アンバランスさが目立った[27]とされる。逆に170センチあったとする説もある[99]。
- 下士官あがりであり、士官としての専門教育を受けていないこともあって、軍人としての能力はあまり評価されていない。捕虜になったディートリヒを尋問したアメリカ軍将校ロバート・E・メリアムによると、アルデンヌ攻勢において自身の隷下部隊が遂行した内容についてほとんど何も知らず、作戦全体に関する極めて一般的な知識さえ無かったという[100]。また、SS大将ヴィルヘルム・ビットリヒがディートリヒに地図を使って、1時間半に渡り戦況を説明したが、ディートリヒは何も理解できていなかったという[101]。
- しかし、ヒトラーの個人的な信頼を得ており、度々その指示を無視しても処罰されるどころか受章・昇進を受け続けた稀な人物である。彼はディートリヒをドイツの名将である「フルンツベルク、ツィーテン、ザイトリッツに匹敵する人物」と評した。
- 大戦末期、元帥位を欲したディートリヒに応え、ヒトラーが「民族元帥」の新設を指示。アルデンヌ攻勢に勝利した場合、これに叙されるはずであった。しかし敗北に終わったことで成されることはなく、民族元帥も計画のみで終わった[102]。
- 部下の将兵からは絶大な人気があり、「パパ・ゼップ」「親父」の愛称で親しまれていた。戦後も元部下から支持を受け続け、戦友会では大変な人気を誇った。
- 制服を規定どおりに着用しない癖があり、勝手に制服を改造していたという。国防軍の将官を模して（あくまで俗説であり、詳細は不明）規定では銀モール刺繍である親衛隊の国家徽章を、国防軍将官の規定である金モールで刺繍して使用していた。
- ヒトラー暗殺計画の容疑で逮捕されたハンス・シュパイデル陸軍中将を釈放させるために、国家保安本部に圧力をかけることまでしている[103]
- 信仰はカトリックであった[5]。

## 語録
- 「やれやれ、あの雌豚もついにくたばったか。」（ラインハルト・ハイドリヒが暗殺された際に）[104]
- 「何で第6SS装甲軍と言うのかって？ 戦車が6台しかないからだ！」（大戦末期のたび重なる部隊の損耗に関して自虐的に言ったジョーク）[105]

### ニュルンベルク裁判出廷時でのレオン・ゴールデンソーンのインタビューに答えて
- （ユダヤ人虐殺について）「考えうる限り最大の愚行だ。ユダヤ人にいてほしくないならそう言えば良かったのだ。そうすれば彼らは出て行けたはずだ。私自身は反ユダヤ主義者であったことは一度もない。子供の頃、私はユダヤ人の家の隣で暮らしていたのだが、そのことを知りもしなかった。」「1943年にギリシャにいた妻からの手紙でユダヤ人が駆り集められていることを知った。ヒムラーの所へ行ってそのことを訊くと、真実ではないと言われた。ユダヤ人はあまり働かないから集めて働かせるなどと言っていた。しかし実際にはその時にはユダヤ人はもう生きていなかったわけだ。私は戦後までそうしたことは知らなかった。」
- （ユリウス・シュトライヒャーが発行していた『シュテュルマー』について）「読んだこともない」（アルフレート・ローゼンベルクの『二十世紀の神話』について）「全く理解できなかった。難しすぎて」[106]。
- （ヒトラーについて）「私的な会話を交わすほどヒトラーと親しくなることは誰にもできなかった」「彼は厳格な父親のような存在だった」「暗殺未遂事件の後、彼はどんどん衰弱して病んでいた。なんらかの傷を負っていたはずであり、20年にわたる緊張にも蝕まれたのだろう。どんな強靭な人間でもそんなことは耐えられない。（略）我々は状態が分からないほど愚かではなかったが、どうすることもできなかったのだ」[107]。

## 家族
1921年2月17日にバルバラ・"ベッティ"・ザイドル(Barbara "Betti" Seidl)と結婚したが、子供には恵まれず、1937年4月には離婚している。ディートリヒ本人が語ったところによると「うまくやっていけなかった」という。この年から友人であるカールスルーエの醸造業者ハインリヒ・モニンガー大佐の娘ウルスラ・モニンガー(Ursula Moninger)と付き合うようになった。彼女は当時22歳でカール＝ハインリヒ・ブレンナー(en)SS中将と結婚していたが、1939年にはディートリヒとの間に息子（ヴォルフ＝ディーター・ディートリヒ）を儲けてしまった。結局1942年1月19日にディートリヒとウルスラは結婚した。夫妻はさらに二人の息子、ルッツとゲーツを儲けた。

## キャリア

### 親衛隊階級
- 1928年6月1日、親衛隊少尉 (SS-Sturmführer)
- 1928年8月1日、親衛隊少佐 (SS-Sturmbannführer)
- 1929年9月18日、親衛隊大佐 (SS-Standartenführer)
- 1930年10月10日、親衛隊上級大佐 (SS-Oberführer)
- 1931年12月18日、親衛隊中将 (SS-Gruppenführer)
- 1934年7月1日、親衛隊大将 (SS-Obergruppenführer)
- 1940年11月19日、武装親衛隊大将 (General der Waffen-SS)
- 1942年4月20日、親衛隊上級大将および武装親衛隊上級大将 (SS-Oberstgruppenführer und Panzer-Generaloberst der Waffen-SS)（階級章の着用初めは1944年8月23日から。）

### 受章歴
- 1914年版鉄十字章
  - 二級
  - 一級
- 戦車突撃章
  - 銀章
- バイエルン戦功勲章 (de:Militärverdienstorden)
- シレジア鷲章 (de:Schlesischer Adler)
- 黄金ナチ党員バッジ
- 親衛隊名誉リング
- 血の勲章
- 1938年3月13日記念メダル
- 1938年10月1日記念メダルおよび1938年10月1日記念メダルプラハ城略章
- 1939年版鉄十字章
  - 二級
  - 一級
- 騎士鉄十字章
  - 1940年7月4日、騎士鉄十字章
  - 1941年12月31日、柏葉付
  - 1943年3月14日、柏葉・剣付
  - 1944年8月6日、柏葉・剣・ダイヤモンド付
- 1941年/1942年東部戦線冬季戦記章
- 戦傷章
- パイロット兼観測員章金章およびダイヤモンド章 (de:Flugzeugführer- und Beobachterabzeichen)
- クリミア盾章 (Krimschild)